# Fatunisuan
Fatunisuan is een bestuurslaag in het regentschap Timor Tengah Utara van de provincie Oost-Nusa Tenggara, Indonesië. Fatunisuan telt 1446 inwoners (volkstelling 2010).